# Erik Lundin (rapper)
Ibrahima Erik Lundin Banda (Rinkeby, 24 settembre 1982) è un rapper svedese di origini gambiane.

## Biografia
Erik Lundin ha fatto il proprio debutto nel mondo discografico con l'EP Suedi (2015), progetto con cui ha ottenuto un ingresso al 20º posto della Sverigetopplistan e due premi Grammis. All'EP ha fatto seguito Välkommen hem, anch'esso entrato nella top 30 svedese.
Nel marzo 2019 viene reso disponibile per il consumo il suo album in studio d'esordio, dal titolo Zebrapojken; l'LP, riconosciuto anch'esso con un Grammis, ha fatto l'entrata in classifica in 5ª posizione.
A cinque anni di distanza viene presentato il secondo disco Alla va nån innan dom blev nån, anticipato dagli estratti Dina ögon är nakna e Parmigiano.

## Discografia

### Album in studio
- 2019 – Zebrapojken
- 2024 – Alla va nån innan dom blev nån

### EP
- 2015 – Suedi
- 2016 – Välkommen hem

### Singoli
- 2015 – Annie Lööf
- 2016 – De ba blev så
- 2017 – Välkommen hem
- 2017 – Abiat
- 2017 – Gold
- 2017 – Lopeta
- 2018 – Andetag (feat. Cherrie)
- 2020 – Apanage
- 2021 – En sekund (con i Tjuvjakt)
- 2024 – Blivit av (con Zacke)
- 2024 – Dina ögon är nakna
- 2024 – Parmigiano